# Victoria (Teksas)
Victoria je grad u američkoj saveznoj državi Teksas. Prema popisu stanovništva iz 2010. u njemu je živjelo 62.592 stanovnika.